# 蔡廓
蔡廓（379年—426年1月21日），字子度，濟陽郡考城縣人。東晉末及南朝宋時期官員。蔡廓曾祖是東晉領司徒蔡謨。

## 生平
蔡廓博覽群書，平時言行亦遵從禮法。最初蔡廓任著作佐郎，後歷任司徒主簿、尚書度支殿中郎、通直郎、太尉參軍、司徒屬、中書郎及黃門郎等職。期時主政的劉裕以蔡廓為人方正耿直，悠閑樸素而賞識他，在自己加領兗州時就任命蔡廓為別駕從事史，將兗州州事都交給他處理。不久先後轉任中軍諮議參軍及太尉從事中郎，但尚未拜任從事中郎就因為母守三年喪而離職。喪期過後劉裕已為相國，重新命蔡廊為從事中郎，領記室。因著劉裕受封宋公，建宋國，蔡廓轉任宋國侍中。
後來世子左衞率謝靈運隨意殺人，御史中丞王准之因沒有上奏彈劾靈運而被免職，劉裕看中蔡廓為人剛直，容忍不了不合正道之事的特質而讓其補上御史中丞一職。蔡廓上任後多有奏報，群僚見此亦懾於其威，風氣肅然。當時的中書令傅亮很受劉裕重用，才學也是當時最優秀的，故其時朝廷禮儀和典章都由傅亮決定，諮詢蔡廓後才實施。不過蔡廓在與傅亮意向不同時並不會屈從。蔡廓後先後轉任司徒左長史及外任豫章太守，隨後又於宋少帝年間獲徵召為吏部尚書，不過蔡廓就請傅隆向傅亮傳話道：「選舉官員之事若果全都由我處理，沒問題；否則我不能拜官呀。」傅亮告知時任錄尚書事的徐羨之，羨之就說：「黃門郎職位以下的都由蔡廓決定，我們不理；至於以上的，應該一起作決定。」蔡廓知悉後就說：「我不可以為徐干木署紙尾呀。」選事的選案黃紙上要有吏部尚書及錄尚書事的簽名，故此蔡廓這樣說，亦不肯拜官。徐羨之亦知其正直，不想他處在要職上，遂調他為祠部尚書。
元嘉元年（424年），徐羨之、傅亮及謝晦共廢宋少帝為營陽王，改立宜都王劉義隆為帝，即宋文帝。當時傅亮帶著群僚去荊州迎文帝到建康，蔡廓亦有隨行，但到尋陽時就因病而不能前進，但傅亮還是要繼續行程，於是臨行前就找他道別，蔡廓就對他說：「營陽王在吳郡應該要厚加供奉。若果營陽王不幸離世，你們都會有弒主的惡名，難以再立於此世呀。」傅亮當時已經和徐羨之決定要殺害少帝，聽罷後立即寫信制止，但趕不及，傅亮的行為還弄得徐羨之大怒。文帝即位後，行荊州刺史謝晦正式上任荊州刺史，臨行前特別單獨向蔡廓問及自己的命運，蔡廓說：「你受先帝顧命，以社稷為任，廢黜昏主而立明君，義理上還算可以。但你殺了文帝兩個哥哥，卻以其為君，挾著震主之威而據有荊州上流重地，用前人歷史教訓看，很難安然免禍」。後三人皆為文帝所誅殺。元嘉二年十二月戊申日（426年1月21日），蔡廓去世，享年四十七歲，朝廷追贈太常。

## 性格特徵
- 蔡廓雖然年紀不大，官位亦不高，但為當時人所推重，故蔡廓每到新年時都會整理好衣冠迎接來訪賓客。又東晉時劉裕心腹丹楊尹劉穆之權重一時，朝野眾人都來結交他，亦因唯蔡廓、謝混、謝方明及郗僧施四人不來而引而為憾。至劉裕消滅劉毅，誅殺謝混及郗僧施後，方明及廓去拜訪劉穆之，令其十分高興，並稱他們是「鼎才」[7][8]。
- 蔡廓事兄蔡軌如父，家事都會問過他才做，俸祿和賞賜都全交給他，有需要時才去問掌管財物者拿取。一次蔡廓隨劉裕至彭城，妻郗氏寫信給他說要夏天的衣服，蔡廓就回信稱時任給事中的蔡軌應當有所安排，不必另外寄送。

## 評價
劉裕：「羊徽、蔡廓，可平世三公。」

## 家庭

### 祖父
- 蔡系，官至撫軍長史

### 父
- 蔡綝，司徒左西屬

### 兄
- 蔡軌

### 妻
郗氏

### 子女
- 蔡氏，興宗姊，嫁袁洵，有子袁顗及袁覬
- 蔡興宗，官至征西將軍、荊州刺史，為宋明帝選定的顧命大臣

## 延伸阅读
[在维基数据编辑]
 《宋書·卷57》，出自沈约《宋书》
 《南史·卷29》，出自李延壽《南史》